# موراي ستيل
موراي ستيل (بالإنجليزية: Murray Steele) هو دراج نيوزلندي، ولد في 16 يوليو 1961 في Ranfurly, New Zealand ‏ في نيوزيلندا.

## وصلات خارجية
- موراي ستيل على موقع إحصائيات الدراجات الإحترافية (الإنجليزية)
- موراي ستيل على موقع أوليمبيديا (الإنجليزية)